# Sylvia (Sängerin)

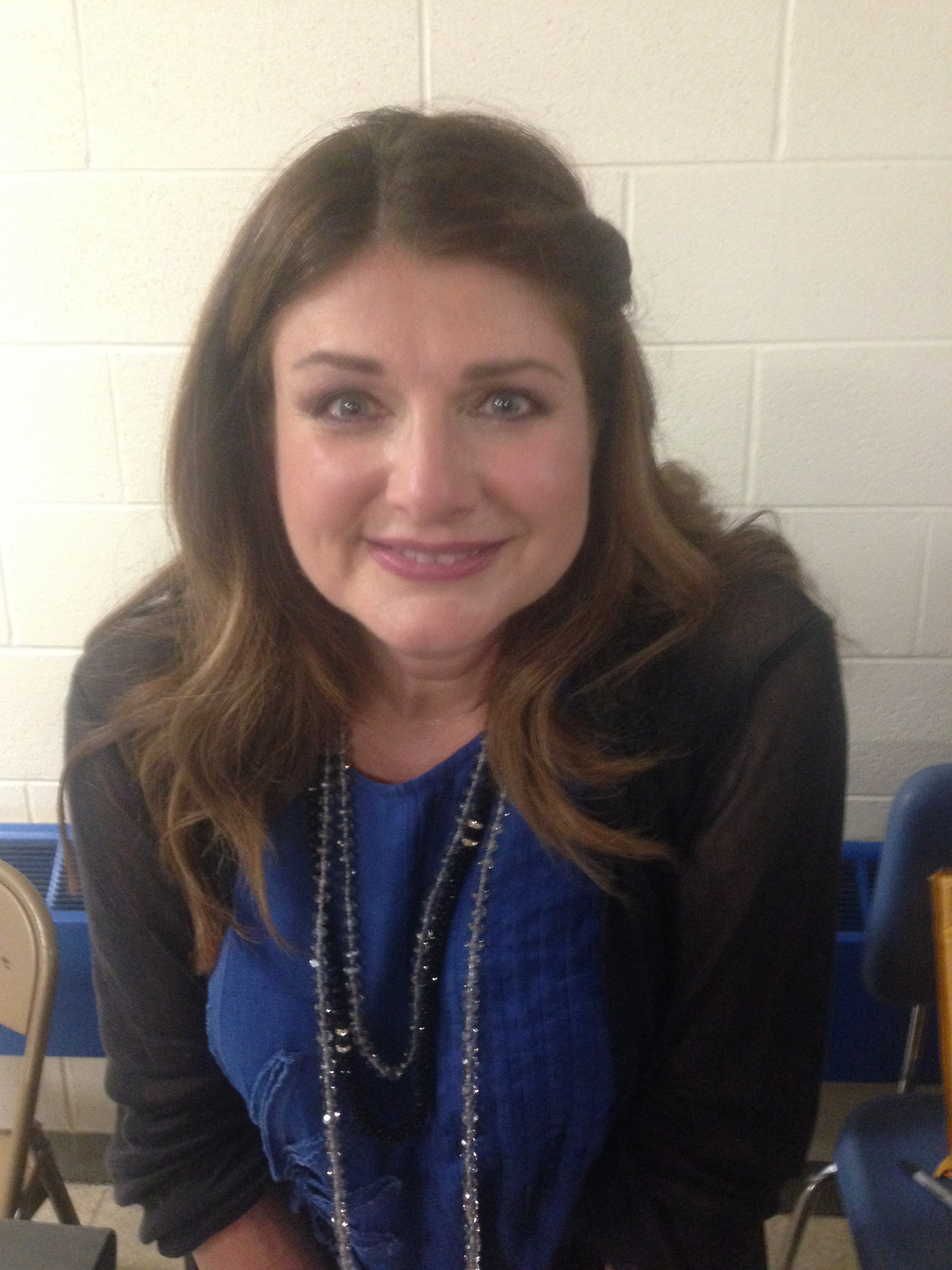
Sylvia (2016)

Sylvia (* 9. Dezember 1956 als Sylvia Kirby in Kokomo, Indiana) ist eine US-amerikanische Country-Sängerin und Songwriterin, die 1982 mit Nobody ihren größten Hit hatte.

## Anfänge
Nach Ende ihrer Schulzeit zog die neunzehnjährige Sylvia nach Nashville, um eine Karriere als Country-Sängerin zu starten. Sie verfügte über keinerlei musikalische Erfahrung und war noch nie öffentlich aufgetreten. Es gelang ihr, eine Anstellung als Sekretärin im Musikverlag des Songwriters und Produzenten Tom Collins zu erhalten. Hier konnte sie bei vielen Gelegenheiten Einblicke in das Musikgeschäft gewinnen und die Grundbegriffe des Song-Schreibens erlernen. Schließlich bekam sie die Chance, als Backupsängerin bei Aufnahmen von Barbara Mandrell mitzuwirken, die von Collins als Produzent betreut wurde. Bei einem Casting für die Gruppe Dave & Sugar wurde sie schließlich entdeckt und erhielt 1979 vom RCA-Label einen Schallplattenvertrag.

## Karriere
Bereits ihre erste Single, You Don’t Miss a Thing, konnte sich 1979 in den Country-Charts platzieren. Ihren ersten Top-10-Erfolg schaffte sie 1980 mit Tumbleweed. Ein Jahr später erschien ihr erstes Album, Drifter. Mit dem Titelsong gelang ihr der erste Nummer-1-Hit. 1982 übertraf sie diesen Erfolg mit Nobody, das ebenfalls Platz eins erreichte und mit Gold ausgezeichnet wurde. Sylvia profitierte unzweifelhaft von den Popklängen, die in den frühen 1980er Jahren die Country-Musik beherrschten. Mit einer schönen Stimme und eingängigen Melodien, die mit einem schnellen Beat unterlegt waren, machte sie auch außerhalb der Country-Szene auf sich aufmerksam. Mit ihrem blendenden Aussehen wusste sie zudem das neue Medium Musik-Videos zu ihrem Vorteil einzusetzen.
In rascher Folge wurden weitere Hits produziert. Like Nothing Ever Happened und I Never Quite Got Back (From Loving You) erreichten Platz drei der Country-Charts. 1982 wurde Sylvia von der Academy of Country Music als „Sängerin des Jahres“ ausgezeichnet. In den folgenden Jahren konnten noch einige weitere Top-10-Platzierungen verbucht werden, in einigen Fällen mit Duett-Partnern. 1987 trennte sie sich von RCA, um sich auf das Schreiben von Songs zu konzentrieren. Abgesehen von gelegentlichen Fernsehauftritten, unter anderem als Fernsehköchin, verschwand sie für einige Jahre weitestgehend aus den Blicken der Öffentlichkeit.
1996 leitete sie als Sylvia Hutton ein Comeback ein. Mit ihrem eigenen Label, Redpony, wurde mit selbstgeschriebenen Songs das Album The Real Story produziert, das eine Abkehr vom Pop hin zur traditionellen Country-Musik darstellte.

## Diskografie

### Studioalben
| Jahr | Titel       | Höchstplatzierung, Gesamtwochen, AuszeichnungChartsChartplatzierungen (Jahr, Titel, Platzierungen, Wochen, Auszeichnungen, Anmerkungen) | Anmerkungen                         |
| Jahr | Titel       | US | Anmerkungen                         |
| ---- | ----------- | --- | ----------------------------------- |
| 1981 | Drifter     | US139 (11 Wo.)US | Erstveröffentlichung: Juni 1981     |
| 1982 | Just Sylvia | US56 Gold · (33 Wo.)US | Erstveröffentlichung: November 1982 |
| 1983 | Snapshot    | US77 (11 Wo.)US | Erstveröffentlichung: Juli 1983     |
| 1984 | Surprise    | US178 (4 Wo.)US | Erstveröffentlichung: Mai 1984      |

Weitere Veröffentlichungen
- 1985: One Step Closer
- 1987: Greatest Hits
- 1996: The Real Story
- 1997: Anthology
- 2002: Country Legends
- 2002: Where in the World
- 2002: A Cradle in Bethlehem
- 2007: All American Country

### Singles
| Jahr | Titel Album        | Höchstplatzierung, Gesamtwochen, AuszeichnungChartsChartplatzierungen (Jahr, Titel, Album, Platzierungen, Wochen, Auszeichnungen, Anmerkungen) | Anmerkungen                       |
| Jahr | Titel Album        | US | Anmerkungen                       |
| ---- | ------------------ | --- | --------------------------------- |
| 1982 | Nobody Just Sylvia | US15 Gold · (20 Wo.)US | Erstveröffentlichung: August 1982 |

Weitere Singles
- 1973: Pillow Talk (US: Gold)

Auszeichnungen
- 1982: ACM Awards, Top Female Vocalist